# Steinhagen (Pomerania Occidental-Rügen)
Steinhagen es un municipio situado en el distrito de Pomerania Occidental-Rügen, en el estado federado de Mecklemburgo-Pomerania Occidental (Alemania), a una altitud de 20 metros. Su población a finales de 2016 era de 2600 habs. y su densidad poblacional, 78 hab/km².